# Francesco Saverio Massimo

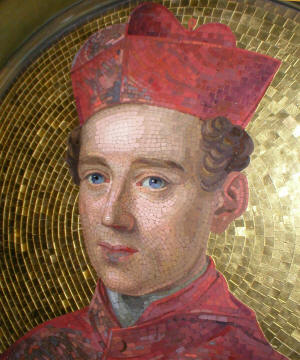
Kardinal Francesco Saverio Massimo, Mosaik von seinem Grab, um 1850

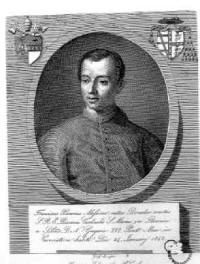
Kardinal Francesco Saverio Massimo

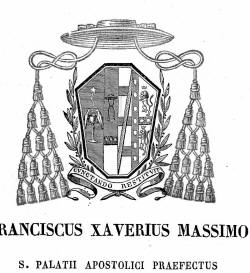
Wappen von Kardinal Massimo

Francesco Saverio Massimo, auch Franz Xaver Massimo (* 26. Februar 1806 in Dresden; † 11. Januar 1848 in Rom), war ein deutsch-italienischer Kurienkardinal, päpstlicher Maior Domus, Präfekt des Apostolischen Palastes und Vertrauter Papst Gregors XVI.; mütterlicherseits entstammte er dem sächsischen Herrscherhaus der Wettiner.

## Leben
Die Mutter des zukünftigen Kardinals Francesco Saverio Massimo war die deutsche Prinzessin Christine von Sachsen, Gräfin von der Lausitz, Tochter des Prinzen Franz Xaver von Sachsen, sein Vater der Italiener Camillo Massimiliano Massimo, Marquis de Roccasecca, 1. Principe di Arsoli.
Der Junge – eines von sechs Kindern der Eltern – war in Dresden geboren und wuchs in Rom auf, wo er in den geistlichen Stand eintrat und aufgrund hoher Begabung und fürstlicher Abstammung sehr schnell aufstieg. 1837 starb seine Mutter in Rom an der Cholera.
Papst Gregor XVI. berief den jungen Priester an die Kurie und in seine unmittelbare Umgebung. Er machte ihn zu seinem Kämmerer und persönlichen Maior Domus (Chef des Haushalts), später zum Präfekten des Apostolischen Palastes. Im Konsistorium vom 12. Februar 1838 ernannte er ihn zum Kardinal in pectore, also ohne Veröffentlichung der Kreation. Publiziert wurde die Kardinalserhebung im Konsistorium vom 24. Januar 1842, am 27. Januar erhielt Francesco Saverio Massimo als Kardinaldiakon den roten Kardinalshut und die Titeldiakonie Santa Maria in Domnica.
Am 11. März 1843 trat der Kardinal in den Dienst der Propaganda Fide, am 14. November des Jahres avancierte er zum päpstlichen Legaten in Ravenna. Hier verfasste er 1845 einen berühmt gewordenen Bericht, in dem er schonungslos realistisch die wachsende Entfremdung der Gesellschaft von der päpstlichen Regierung offenlegt. Er schreibt u. a.:

„Eure Excellenz verlangen von mir Bericht über die Lage und über die Stimmung der Masse der Bevölkerung der Regierung gegenüber. Ich muß Ihnen erklären, daß die Sache des Altars und des Thrones zu wahrhaft beklagenswerthen Maßen gediehen ist. Der durch die französische Herrschaft, deren Ziel Abschaffung der päbstlichen Regierung und der geistlichen Güter war, ausgestreute Same wuchs seitdem so, daß es keine Grenzen selbst für die Scham mehr gibt. Wenn es sich nicht um permanente Thatsachen handelte, welche dem Zweifel stets siegreich antworten können, so könnte man Anstand nehmen, sie mitzutheilen, um nicht für übertrieben zu gelten. Allein die Ungezogenheit in allen Klassen, vom Patriciat an bis zum Jungen in der Werkstatt, welche stets für das Verbrechen und für den Verbrecher sind, indem sie zur Schmach der Regierung eine Gemeinsamkeit ihrer Interessen, ihrer Beziehungen und ihrer Börsen üben; der hier in jeder Stadt nach Art einer bewaffneten Macht geübte Schmuggel; die täglichen Meuchelmorde der wenigen getreuen Beamten als Opfer des Parteihasses; die allgemein eingerissene Einschüchterung kraft des gezückten Dolches, welche den Zeugenbeweis verstummen macht, so daß in der Regel jede Missethat ungestraft bleibt, die Verhöhnung der Religion, die selbst im Munde der Kinder allgemein verbreitete Gotteslästerung: das alles zuhauf beweist die allgemeine politische und sittliche Verderbniß. Dazu kommt der Stolz der Bewohner dieser Provinz (Romagna), welcher, in starker Überschätzung ihrer selbst und ihres Landes, es ihnen unerträglich macht, dem, was sie Priesterregierung nennen, zu gehorchen. Die gegenwärtige Generation muß verloren gegeben werden, mit ihr muß man fortwährend im Kampfe liegen. Für das nachwachsende Geschlecht müssen die Grundlagen der sittlichen Unterweisung wieder aufgenommen werden. Es genügt auszusprechen, daß mit Ausnahme der Greise, der erst heranwachsenden Jugend in den Städten und eines sehr kleinen Theils der nicht ganz verdorbenen Ackerbau treibenden Landbevölkerung, die ganze übrige Bevölkerung von über achtzehn Jahren, durchweg prinzipiell feindselig gegen die Regierung gesinnt ist. Hiermit habe ich Euer Excellenz Ihrem Verlangen entsprechend mit voller Aufrichtigkeit, mit Entfernung jedes Schleiers, meine Ansicht mitgetheilt.“

Francesco Saverio Massimo nahm am Konklave von 1846 teil, das Papst Pius IX. wählte. Auch der neue Papst verwandte den Prälaten in der Kurie. Er wechselte in die Verwaltung des Kirchenstaates, wo er die Kongregation für Wasser und Straßen leitete, also quasi Verkehrs- und Gewässerminister des Kirchenstaates war.
Der Kardinal verstarb mit knapp 42 Jahren am 11. Januar 1848 in Rom. Am 15. des Monats fanden die Trauerfeierlichkeiten, an denen auch Papst Pius IX. teilnahm, in der römischen Basilika San Lorenzo in Damaso statt. Der Kurienprälat wurde in der Familiengrablege des römischen Adelsgeschlechtes Massimo beigesetzt, die sich in einer Kapelle der Kirche befindet.

## Wirkung
In seinen römischen Erinnerungen Reise von La Trappe nach Rom schreibt der Trappistenmönch Ferdinand von Geramb, der Massimo 1838 anlässlich einer Papstaudienz getroffen hatte, folgendes über ihn:

„[…] außer der Edelgarde und mehreren Prälaten vom Dienst ist immer der Kämmerer Seiner Heiligkeit, welcher stets im Dienst ist, dabei. Dieser war Herr Massimo, ein sehr gesprächiger und ungemein unterrichteter Prälat, welcher einer der ältesten Familien Roms angehört. Seine Mutter, eine Prinzessin von Sachsen, starb an der Cholera. Die Stelle eines Kämmerers führt zur Kardinalswürde.“

Die irische Zeitschrift Dublin Review berichtete in ihrer Ausgabe vom Mai 1840, dass in der Karfreitagsliturgie im Petersdom zu Rom in jenem Jahr eine wertvolle Kreuzreliquie aus dem Besitz Papst Leos des Großen verehrt worden sei, die als verschollen galt, aber kurz zuvor von dem päpstlichen Maior Domus, Monsignore Massimo, wieder aufgefunden wurde.